# Rho Leonis
Rho Leonis (ρ Leo, ρ Leonis) é uma estrela na constelação de Leo, localizada a apenas 8 minutos de arco da eclíptica. Tem uma magnitude aparente de 3,856, podendo ser vista facilmente a olho nu. Por ser uma estrela muito distante, é difícil calcular sua distância com precisão. Medições de paralaxe dão uma distância de aproximadamente 5 400 anos-luz (1 700 parsecs), com uma margem de erro muito grande de mais de 1 000 anos-luz. Sua magnitude absoluta é de -6,8, o que significa que se estivesse a 10 parsecs da Terra, teria esse valor como magnitude aparente.
Rho Leonis é uma estrela enorme com 27 vezes a massa do Sol (21 massas solares de acordo com ) e 37 vezes o raio solar. Seu espectro corresponde a uma classificação estelar de B1 Iab, com a classe de luminosidade 'Iab' indicando que evoluiu para uma estrela supergigante. Está irradiando cerca de 295 000 vezes a luminosidade solar a uma temperatura efetiva de 24 200 K, o que lhe dá o brilho branco-azulado típico de estrelas de classe B. Um forte vento estelar está expelindo massa de sua atmosfera externa a uma taxa de 3,5 × 10–7 vezes a massa solar por ano, ou o equivalente à massa solar a cada 2,8 milhões de anos. A taxa de rotação é provavelmente de cerca de uma rotação a cada 7 dias, com um limite máximo de 47 dias. Assim como muitas supergigantes, é levemente variável, com uma variação irregular no brilho de cerca de 7%.
Rho Leonis é classificada como uma estrela fugitiva, o que significa que tem uma velocidade peculiar de pelo menos 30 km/s com relação a suas estrelas vizinhas. Tem uma velocidade radial de 42 km/s se distanciando do Sol e um movimento próprio que está a levando cerca de 1,56 UA por ano, o equivalente a 7 km/s, em uma direção transversal. Está situada cerca de 2 300 anos-luz (710 parsecs) acima do plano galáctico.
Rho Leonis é uma estrela binária com uma estrela companheira de magnitude 4,8 a uma separação angular de 0,11 segundos de arco. Não se sabe muito sobre ela.